# Baltasinskij rajon
Il Baltasinskij rajon (in russo Балтасинский район?, in tataro: Балта́ч районы́) è un municipal'nyj rajon della Repubblica Autonoma del Tatarstan, in Russia. Istituito il 2 marzo 1932, occupa una superficie di 1 094,5 chilometri quadrati, conta 33 229 abitanti ed è suddiviso in un insediamento di tipo urbano e 17 comuni rurali. Il capoluogo è l'insediamento di tipo urbano di Baltasi.